# IGY Centrum
IGY Centrum je polyfunkční obchodní centrum v Českých Budějovicích na rohu Pražské třídy a Pekárenské ulice a bylo postaveno dle projektu Martina Krupauera a Jiřího Stříteckého v Ateliéru A8000 v letech 2003–2018.

## Historie
Původní obchodní centrum IGY bylo postaveno v letech 2003–2004 na místě bývalých vojenských pekáren a zásobáren z poloviny 18. století. Stával zde Špitálský dvůr. Na začátku 20. století byly skladištní objekty přebudovány podle projektu pražského architekta Jana Fidlera a vznikly dva železobetonové objekty. V jednom objektu bylo devítipodlažní silo na Pekárenské třídě a ve druhém šestipodlažní sklad mouky s pekárnou na Pražské třídě. Oba železobetonové objekty se staly v projektu českobudějovického Ateliéru A8000 základem pro stavbu IGY centra. Ostatní okolní objekty s barokními a klasicistními prvky byly zbourány. Zhotovitelem stavby byl STRABAG a.s. Pozemní stavitelství Č. Budějovice. Celý areál byl zastavěn, mezi dva přestavěné původní železobetonové objekty byl vložen červený kubus s předsazeným ocelovým rastrem pro umístění reklam. Ve druhém patře bylo otevřeno konferenční a kulturní centrum, kde se pořádaly plesy, divadla, kongresová jednání. Celé přízemí a část 1. patra byly vyhrazeny obchodům, službám a stravování. Ve vyšších patrech byl plavecký bazén, sportoviště a posilovny. Tento stav trval do roku 2016, kdy došlo k dalšímu rozšíření a vnitřnímu uspořádání celého IGY Centra. Plavecký bazén, kulturní centrum a sportoviště byly zrušeny a v novém centru nebyly obnoveny. Provoz nákupního centra ale nebyl po dobu rekonstrukce a dostavby přerušen.

## Rekonstrukce a dostavba IGY2
V roce 2010 převzala IGY Centrum realitní a investorská skupina CPI Property Group, která se rozhodla rozšířit centrum o další objekt na protějším rohu ulic Pražská třída a Pekárenská ulice. Podle projektu Ateliéru A8000 byla zahájena stavba v červnu 2016 a ukončena a postupně zpřístupňována veřejnosti v listopadu 2017– únoru 2018. Generálním dodavatelem stavby byl Metrostav a.s. Záměrem projektu byla rekonstrukce a nástavba stávajícího objektu. Architektonický návrh objektu byl ovlivněn okolními stavbami a zcela zapadal i se svými modernějšími prvky do stávající městské architektury. Při výstavbě nového IGY centra byly použity jako základní materiály beton, tenkovrstvá omítka, systémy suché výstavby a skleněné plochy, neboli princip světla a stínu, hmoty a vzduchu.
Během rekonstrukce došlo k bourání podlah, dělících konstrukcí a částečně i nosných konstrukcí a stropů. Byly doplněny únikové cesty a další bezpečnostní prvky. Fasáda původní budovy byla zakulacena pneumatickou fasádou, která se dle potřeby dofukuje a také příležitostně prosvěcuje různými barvami.
Po dokončení stavby se obchodní centrum rozšířilo o 29 tisíc metrů prodejních ploch, o větší restaurační zónu a o 9 sálů multikina CineStar. Zajímavostí projektu jsou dvě chodby s obchody, které spojují nad Pekárenskou ulicí starší a novou budovu nákupního centra. Pod nimi vznikla krytá ulice – prosklená pasáž na ulici Pekárenská s výklady obchodů po obou stranách ulice. Objekt má čtyři nadzemní podlaží, hlavní vstup je z Pražské třídy z chodníku do prvního nadzemního podlaží. Podlaží jsou propojena eskalátory a v novém objektu i panoramatickým výtahem. Zásobování je zajištěno ze zásobovacího dvora z jižní strany objektu bez setkávání s návštěvníky. K dispozici je parkoviště na střeše centra a 700 parkovacích míst. V roce 2022 bylo otevřeno Saunia IGY Centrum s 8 saunami a saunovými programy pro zájemce.
IGY je známé i svými dobročinnými akcemi, pro hospice, autistická centra, domovy pro děti. V prostorách centra se pořádají výstavy, koncerty, soutěže, festivaly a podobné kulturní nebo sportovní akce pro všechny věkové skupiny návštěvníků.

### Ocenění
V roce 2005 obdržela stavba IGY České Budějovice titul PRESTA – prestižní stavba jižních Čech v kategorii Občanské a průmyslové stavby. Titul získala za prvotní investorský počin velkorysé investiční akce, která má pro život města velký význam. Za zdařilou koncepci regenerace původní zástavby s novou funkcí. Dále za kultivovaný a svébytný charakter architektury, technické řešení i kvalitní provedení.
V roce 2018 získala stavba v soutěži Best of Realty 2. místo v kategorii obchodních center.